# Kill to Get Crimson
Kill to Get Crimson je páté studiové album Marka Knopflera, vydané v říjnu 2007 pod značkou Mercury Records, v USA album vyšlo pod hlavičkou Warner Bros. Records. V prvním týdnu se alba prodalo 23 000 kopií.

## Seznam skladeb
Autorem všech skladeb je Mark Knopfler.
1. „True Love Will Never Fade“ – 4:21
2. „The Scaffolder's Wife“ – 3:52
3. „The Fizzy and the Still“ – 4:07
4. „Heart Full of Holes“ – 6:36
5. „We Can Get Wild“ – 4:17
6. „Secondary Waltz“ – 3:43
7. „Punish the Monkey“ – 4:36
8. „Let It All Go“ – 5:17
9. „Behind With the Rent“ – 4:46
10. „The Fish and the Bird“ – 3:45
11. „Madame Geneva's“ – 3:59
12. „In the Sky“ – 7:29

## Obsazení
- Mark Knopfler – zpěv, kytara, producent
- Guy Fletcher – klávesy, producent, zvukový inženýr
- Glenn Worf – baskytara, kontrabas
- Danny Cummings – bicí, perkuse
- Ian Lowthian – akordeon
- John McCusker – housle, cittern
- Frank Ricotti – vibrafon
- Chris White – saxofon, flétna, klarinet
- Steve Sidwell – trubka
- Chuck Ainlay – producent, zvukový inženýr
- Rich Cooper – asistent zvukového inženýra
- Bob Ludwig – mastering
- John Bratby – obal alba
- Fabio Lovino – fotografie